# Las Esperanzas
Las Esperanzas är en ort i Mexiko.   Den ligger i kommunen Río Grande och delstaten Zacatecas, i den centrala delen av landet, 600 km nordväst om huvudstaden Mexico City. Las Esperanzas ligger 1 942 meter över havet och antalet invånare är 2 425.
Terrängen runt Las Esperanzas är lite kuperad. Runt Las Esperanzas är det ganska glesbefolkat, med 34 invånare per kvadratkilometer. Närmaste större samhälle är Río Grande, 10,6 km öster om Las Esperanzas. Omgivningarna runt Las Esperanzas är i huvudsak ett öppet busklandskap.